# Micky Droy
Michael Robert „Micky“ Droy (* 7. Mai 1951 in Highbury) ist ein ehemaliger englischer Fußballspieler.

## Karriere
Droy war ein kopfballstarker und kompromissloser Verteidiger. Der Engländer spielte beim FC Chelsea während der problematischen Zeit des Vereines. Er stieg mit den Blues aus der ersten Liga ab und später wieder auf. Von 1974 bis 1985 war er in London unter Vertrag. Nach seinen Einsätzen an der Stamford Bridge, wo er 1978 Spieler des Jahres wurde, spielte er kurzfristig auf Leihbasis bei Luton Town, sowie später bei Crystal Palace und dem FC Brentford.